# Військова академія імені М. В. Фрунзе
Військо́ва акаде́мія і́мені М. В. Фру́нзе — державний вищий військовий навчальний заклад, що існував у 1918—1998 роках у СРСР та РФ. Завданням була підготовка офіцерів із вищою військовою та військово-спеціальною освітою.
1 листопада 1998 року академія була об'єднана з Військовою академією бронетанкових військ імені Маршала Радянського Союзу Р. Я. Малиновського та вищими офіцерськими курсами «Постріл» у Загальновійськову академію Збройних сил Російської Федерації.

## Зміст
Військова академія імені М. В. Фрунзе була основною кузнею кадрів з підготовки загальновійськових офіцерів та становила один з найважливіших наукових центрів з дослідження проблем загальновійськового бою і армійських операцій у Збройних силах СРСР. Знаходилася в Москві.
Академія була створена за вказівкою В. І. Леніна наказом РВСР від 7 жовтня 1918, як Академія Генштабу РСЧА для підготовки командних кадрів з вищою військовою освітою з числа робітників і селян. 8 грудня 1918 відбулося відкриття академії, на якому з промовою про її завдання виступив Голова ВЦВК Я. М. Свердлов. Перший набір листопада 1918 року прийняв 183 слухача. 5 серпня 1921 наказом РВСР вона була перейменована на Військову академію РСЧА, при якій були відкриті вищі академічні курси для підготовки вищого командного складу. Крім того, в різний час на базі військової академії функціювали вищі військово-політичні курси. 5 листопада 1925 їй було присвоєно ім'я М. В. Фрунзе.
Військова академія імені М. В. Фрунзе підготувала десятки тисяч загальновійськових офіцерів з вищою військовою освітою. Багато її випускників в роки німецько-радянської війни стали полководцями і великими воєначальниками, серед них Маршали Радянського Союзу І. X. Баграмян, С. С. Бірюзов, Л. О. Говоров, А. А. Гречко, А. І. Єрьоменко, Г. К. Жуков, М. В. Захаров, І. С. Конєв, Р. Я. Малиновський, К. П. Мерецков, К. К. Рокоссовський, В. Д. Соколовський, Ф. І. Толбухин, В. І. Чуйков, головний маршал артилерії М. М. Воронов, головний маршал авіації О. О. Новіков та інші.
Серед перших слухачів, багато з яких прибули на навчання прямо з фронтів Громадянської війни, були П. Ю. Дибенко, Є. І. Ковтюх, В. Д. Ковшов, І. С. Кутяков, І. Ф. Федько, В. І. Чапаєв та інші. Становлення військової академії проходило в складних умовах, за часів Громадянської війни військова академія неодноразово направляла великі групи та окремих слухачів на найзагрозливіші ділянки боротьби. За активну участь на фронтах Громадянської війни орденами Червоного Прапора була нагороджена одна третина слухачів. Після закінчення Громадянської війни в академії розпочалася перебудова навчальної, науково-дослідної роботи. У вирішенні цих завдань велику роль зіграв М. В. Фрунзе, який очолював академію з квітня 1924 по січень 1925. Під його керівництвом була вдосконалена структура академії, змінені навчальні програми, методика навчання, усунена багатопредметність, що існувала до цього. Велике значення придбали практич. заняття в полі, отримала розвиток військово-наукова робота, активізувалася діяльність військово-наукового суспільства і ад'юнктури (створена в січні 1924).
Розвиток бронетанкових та механізованих військ, артилерії та авіації поставив перед військовою академією завдання підготовки загальновійськових командирів широкого профілю для ланки полк — корпус. Були відкриті кафедри моторизації і механізації, ВПС і бойової підготовки. На базі кафедри оперативного мистецтва в 1931 організується оперативний факультет для підготовки командно-штабних кадрів ланки армія — фронт. З 1931/32 навчального року в академію приймалися не тільки загальновійськові командири, а й артилеристи, танкісти, авіатори та представники інших родів військ.
Перед Другою світовою війною та на її початку збільшується чисельність слухачів і викладачів. Велика увага стала приділятися вивченню досвіду війни в Іспанії, бойових дій в районі озера Хасан, на р. Халхін-Гол, в радянсько-фінській війні, підвищилася роль польових занять, слухачі стали частіше залучатися на навчання з військами.
З початком німецько-радянської війни академія переходить на скорочені терміни навчання і одночасно бере активну участь у створенні Московської зони оборони. Її викладачі залучаються для підготовки частин народного ополчення Москви та винищувальних загонів. Наприкінці 1941 року наказом Верховного головнокомандувача в академії були організовані 3-місячні курси з прискореної підготовки офіцерів для створення резерву командирів батальйонів і полків. Склад був набраний з грамотних і вольових офіцерів, що мали практичний бойовий досвід, одужали після поранень. Лише в 1941 академія направила до діючої армії близько 3 тис. офіцерів, а всього за роки війни дала армії близько 11 тис. добре підготовлених командирів і штабних офіцерів, багато хто з них стали Героями Радянського Союзу, нагороджені високими нагородами. Чимало випускників академії та її викладачів віддали своє життя в боях з німецькими загарбниками. Серед них генерали армії Й. Р. Апанасенко і М. Ф. Ватутін, генерал-полковник М. П. Кирпонос, генерал-лейтенант М. Г. Єфремов, генерал-лейтенант інженерних військ Д. М. Карбишев і багато інших.
Після завершення Другої світової війни академія широко розгорнула вивчення та узагальнення бойового досвіду, а також почала глибокі дослідження нових питань військового мистецтва.
Військова академія імені М. В. Фрунзе комплектувалася виключно офіцерами, які закінчили вищі загальновійськові командні училища, що мали стаж і досвід командування підрозділами і високі показники у бойовій і політичній підготовці; надавала допомогу в навчанні та підготовці командних кадрів для армій країн соціалістичного табору. У Військовій академії імені М. В. Фрунзе велася робота з підготовки та вдосконалення науково-педагогічних кадрів через очну ад'юнктуру і шляхом соіскательства (без відриву від службової діяльності) за спеціальностями: загальна тактика, оперативне мистецтво, служба штабів, історія війн і воєнного мистецтва тощо.
Військова академія була одним з центрів радянської військово-наукової думки. У ній працювали відомі представники радянської військової науки: Є. П. Варфоломєєв, К. І. Величко, А. І. Верховський, М. Р. Галактіонов, А. М. Зайончковський, Г. С. Іссерсон, Д. М. Карбишев, А. К. Колиновський, В. Ф. Новицький, О. А. Свечін, В. К. Тріандафіллов, М. М. Тухачевський тощо.

### Об'єднання
1 листопада 1998 року об'єднана з Військовою академією бронетанкових військ імені Маршала Радянського Союзу Р. Я. Малиновського та вищими офіцерськими курсами «Постріл» у Загальновійськову академію Збройних сил Російської Федерації.

## Відомі випускники — генерали ЗСУ
- Палій Віктор Миколайович
- Шкідченко Володимир Петрович (1979)